# Васил Джабарски
Васил Стоянов Джабарски е участник в Руско-турската война (1877 – 1878), опълченец поборник. Кмет на Ловеч (1915 – 1916).

## Биография
Васил Джабарски е роден на 27 декември 1848 г. в село Угърчин, Ловешко. Първоначално образование завършва в родното си село. Учи занаятите папукчийство, грънчарства и кюркчийство.
Установява се в град Ловеч. През 1872 г. емигрира и работи в Унгария, Египет и Румъния.
По време на Руско-турската война (1877 – 1878) е доброволец в VI дружина на Българското опълчение. Участва в боевете при Казанлък, Шипка и Шейново. Награден е с Георгиевски кръст „За храброст“ (1877).
Доброволец при формирането на Българската земска войска (1878). Завръща се в Ловеч и работи земеделие и кожарство. Регистрира търговска фирма „Васил Джабарски“ (1907).
Член на Окръжния съвет (1894) и на Окръжната постоянна комисия (1894 – 1895). Общински съветник (1902 – 1905, 1912 – 1915). Кмет на Ловеч (1915 – 1916). През Първата световна война двамата му синове, Георги и Минчо, загиват на фронта като офицери в битката при Дойран през 1917.
Дарява 45 000 лева за градския водопровод в Ловеч и църква в родното си село Угърчин.
Умира на 15 март 1949 г. в Ловеч на 100-годишна възраст. Като заслужил гражданин е погребан в двора на Катедралния храм „Света Троица“. Улица в град Ловеч е наименувана „Васил Джабарски“.